# Heteropoda lindbergi
Heteropoda lindbergi là một loài nhện trong họ Sparassidae.
Loài này thuộc chi Heteropoda. Heteropoda lindbergi được Carl Friedrich Roewer miêu tả năm 1962.